# Madenburg

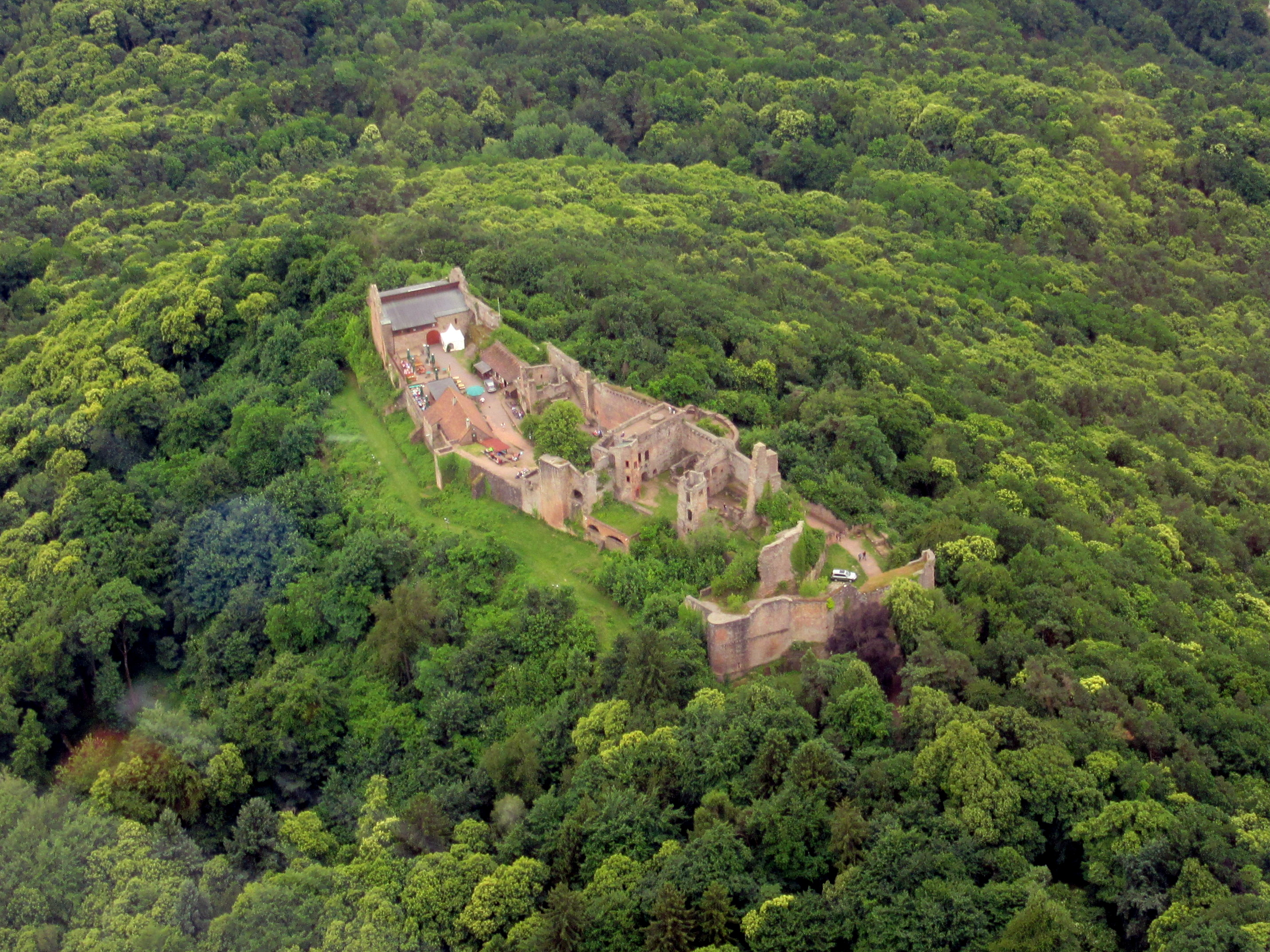
Luftbild

Die Burgruine Madenburg ist eine der größten und ältesten Burganlagen der Pfalz (Rheinland-Pfalz).

## Geographie

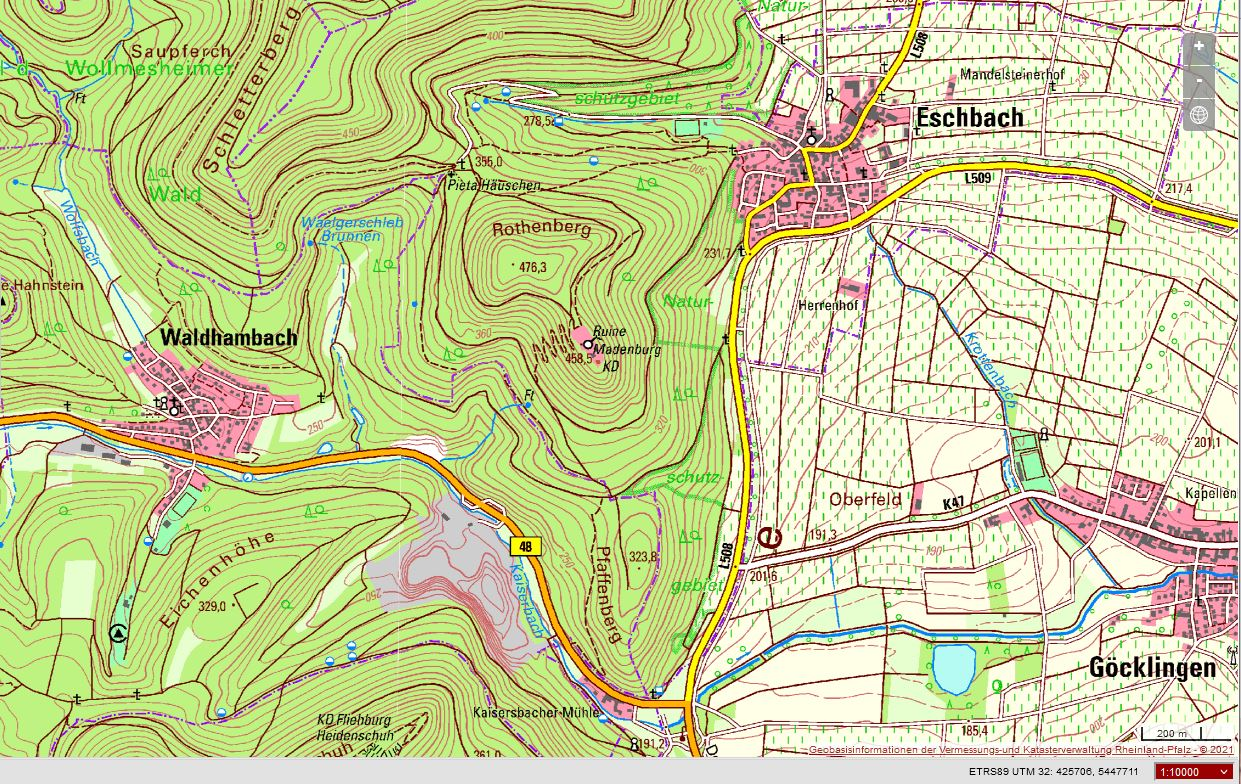
Lage der Madenburg

Die Madenburg wurde als Höhenburg am Ostrand des Pfälzerwalds auf einem in die Rheinebene vorspringenden Felsausläufer des 476,3 m hohen Rothenbergs erbaut. Die von Wald umgebene Ruine liegt etwa 250 m oberhalb von Eschbach auf einer Höhe von 458,5 m ü. NHN.

## Name
Die Bezeichnung „Madenburg“ entstand wahrscheinlich aus „Maidenburg“ und deutet darauf hin, dass sie zu Ehren der „Maid“, also der Jungfrau Maria, benannt wurde; möglicherweise ist der Name eine Übersetzung von Parthenopolis (griechisch „Jungfrauenstadt“). Die erste Erwähnung der Madenburg als „Maddenberg“ erfolgte 1176; damals erhielt ein Hermann von Madenburg für einen von Hermanns Mutter Ida von Madenburg ohne sein Wissen getätigten Gutsverkauf an das Kloster Limburg von dessen Abt eine Entschädigung.

## Geschichte

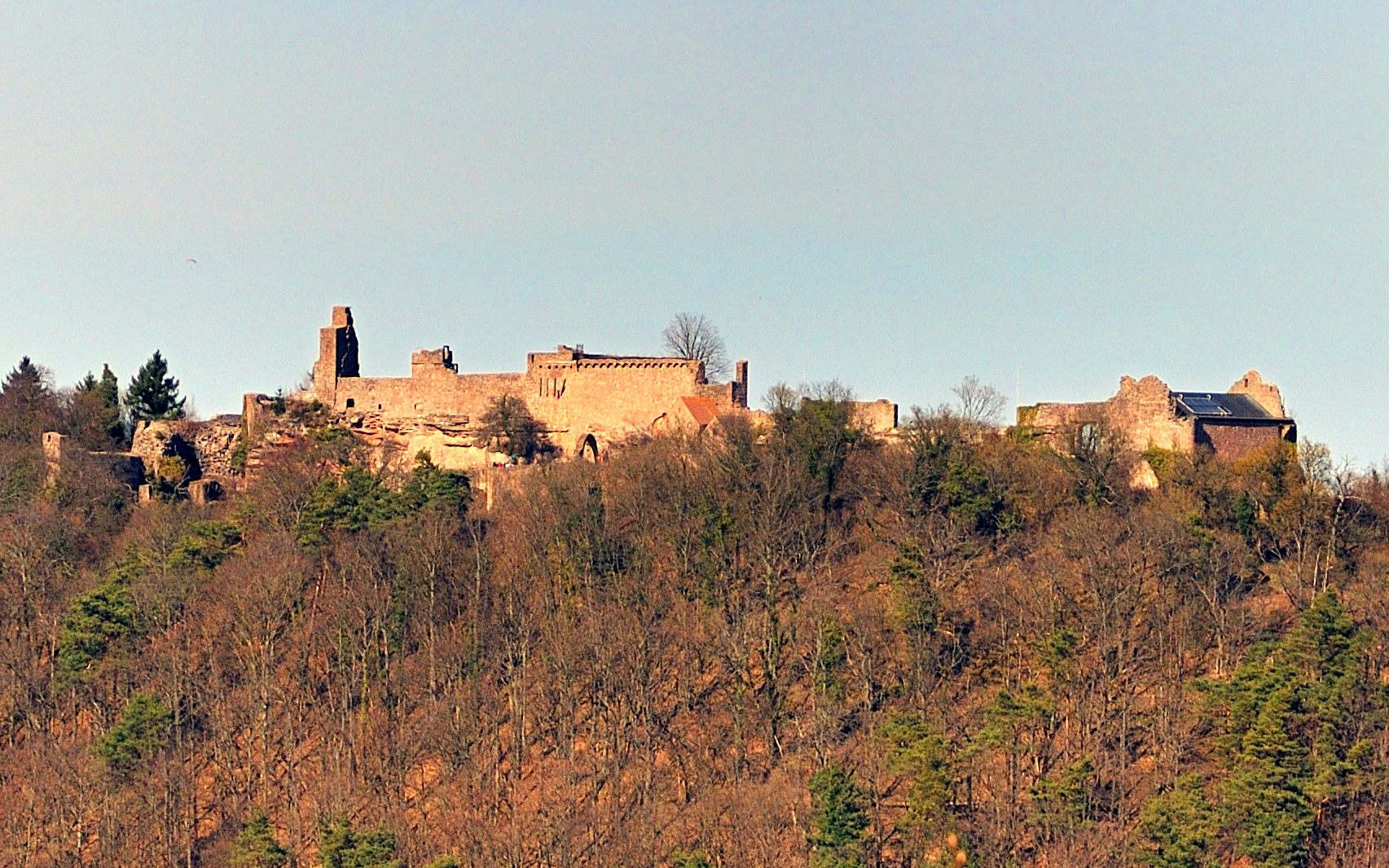
Die Burgruine Madenburg vom Heidenschuh im Westen aus gesehen

Die Burg wurde im frühen 11. Jahrhundert erbaut, höchstwahrscheinlich als Reichsburg. Falls sie identisch ist mit der Burg Parthenopolis, auf der die Fürstenversammlung zur Beratung über die Absetzung des salischen Kaisers Heinrich IV. stattfinden sollte, wäre die erste Erwähnung bereits 1076 gewesen. Dies ist allerdings bislang nicht sicher bewiesen.
1080 scheint die Burg zusammen mit dem Trifels im Besitz Diemars von Trifels gewesen zu sein. Er war ein Angehöriger des Adelsgeschlechts der Reginbodonen. 1112 eroberte Erzbischof Adalbert von Mainz die bisher gemeinsam dem Reich und dem Hochstift Speyer gehörende Madenburg und gab sie erst unter Zwang 1113 an Kaiser Heinrich V. heraus. 1164 wurden die Staufer als Hochstiftsvögte Besitzer der Burg.
Im 13. Jahrhundert übernahmen die Grafen von Leiningen mit der Reichslandvogtei über den Speyergau die Madenburg als kaiserliche Landvögte. 1241 belegte sich der bischöflich speyerische Ministeriale Eberhard von Wersau, der sehr wahrscheinlich bereits 1211/20 als Schenk amtierte, mit dem Beinamen von Madenburg. Ob das Speyerer Hofamt des Schenken in irgendeinem engeren Zusammenhang mit der Burg stand, ist bislang nicht bekannt. Als erster Reichsministeriale benannte sich 1255 Konrad von Schüpf nach der Madenburg (Conradus de Mathenberc), behielt diesen Titel jedoch nicht durchgängig bei.
Durch eine urkundlich belegte Teilung bei den Leiningern wurde die Madenburg 1317 Eigentum Friedrichs V. von Altleiningen. 1361 befand sie sich im Pfandbesitz Gerhard von Ehrenbergs, des Bischofs von Speyer, wurde aber von den Leiningern wieder ausgelöst. Diese verpfändeten sie jedoch 1365 erneut, diesmal an den Ritter Diether Kämmerer von Worms.
Im Jahr 1372 wurde die Burg zum Ganerbenbesitz. Zu den Mitbewohnern gehören auch die Sickinger und die Fleckensteiner, von denen 1408 mit Friedrich von Fleckenstein erstmals ein Familienmitglied als Gemeiner der Burg genannt wurde. 1415, nach anderen Angaben 1423, wurde die Burg unter Johann Schwarz-Reinhard III. von Sickingen und Friedrich von Fleckenstein aufgeteilt. Dabei wurde auch die frühgotische Kapelle St. Nikolaus erwähnt.
Kurfürst Friedrich der Siegreiche nahm am 6. Mai 1470 die Madenburg nach Belagerung ein.
1488 war Ritter Johannes von Heydeck nach dem Erwerb der Anteile der Fleckensteiner und Sickinger alleiniger Besitzer der Burg, die 1511 an Herzog Ulrich von Württemberg veräußert wurde. Von den Württembergern wurde sie 1516 dann an Bischof Georg von Speyer weiterverkauft. Im Bauernkrieg 1525 wurde sie von aufständischen Bauern erobert, geplündert und in Brand gesetzt.
Unter Bischof Philipp von Flörsheim wurde die Burg neu aus- und umgebaut. 1550 ließ er den Philippsbau errichten und in diesem das ehemals auf der Kästenburg beheimatete bischöfliche Archiv unterbringen. Schon zwei Jahre später eroberte Markgraf Albrecht von Brandenburg-Kulmbach die Madenburg.
Zwischen 1581 und 1610 wurde sie durch Bischof Eberhard von Speyer als befestigtes Schloss im Renaissancestil wieder aufgebaut. Zu den in der Kernburg entstandenen Renaissancegebäuden gehören der 1593 errichtete Eberhardsbau und die beiden prächtigen Treppentürme aus den Jahren 1593 und 1594.
Während des Dreißigjährigen Kriegs wurde die Burg wiederholt angegriffen, 1621 von Graf Ludwig von Löwenstein-Scharfeneck und 1622 durch Graf Ernst von Mansfeld, der sie nach schwerem Beschuss einnahm. 1634 wurde die Anlage durch französische Truppen erobert und 1635 durch kaiserliche Truppen zurückgewonnen. Nachdem die Burg 1644 erneut von französischen Truppen erobert worden war, wurde sie im Jahr 1650 nach erfolgtem Friedensschluss an das Hochstift Speyer zurückgegeben, dessen Bischof sie notdürftig wieder instand setzen ließ.
Im Pfälzischen Erbfolgekrieg wurde die Burg schließlich 1689 trotz ihrer mittlerweile erheblichen Wehrkraft von den Truppen des französischen Königs Ludwig XIV. unter Joseph de Montclar endgültig zerstört. Sie wurde nicht mehr aufgebaut.
1800 wurde die Ruine an private Hände veräußert und 1826 an 38 Eschbacher Bürger auf Abbruch verkauft. In der Folgezeit diente sie als Steinbruch. 1870 wurde der Madenburgverein gegründet. Dieser kaufte Teile des Burgbergs auf, um die Ruine vor der endgültigen Zerstörung zu bewahren. Seit 1871 erfolgten intensive Restaurierungsmaßnahmen.

## Anlage
- Grundriss: rot = romanischer Kernbau; braun = gotische Erweiterungen (14. Jh.); violett = Erweiterungen im 15. und 16. Jh.

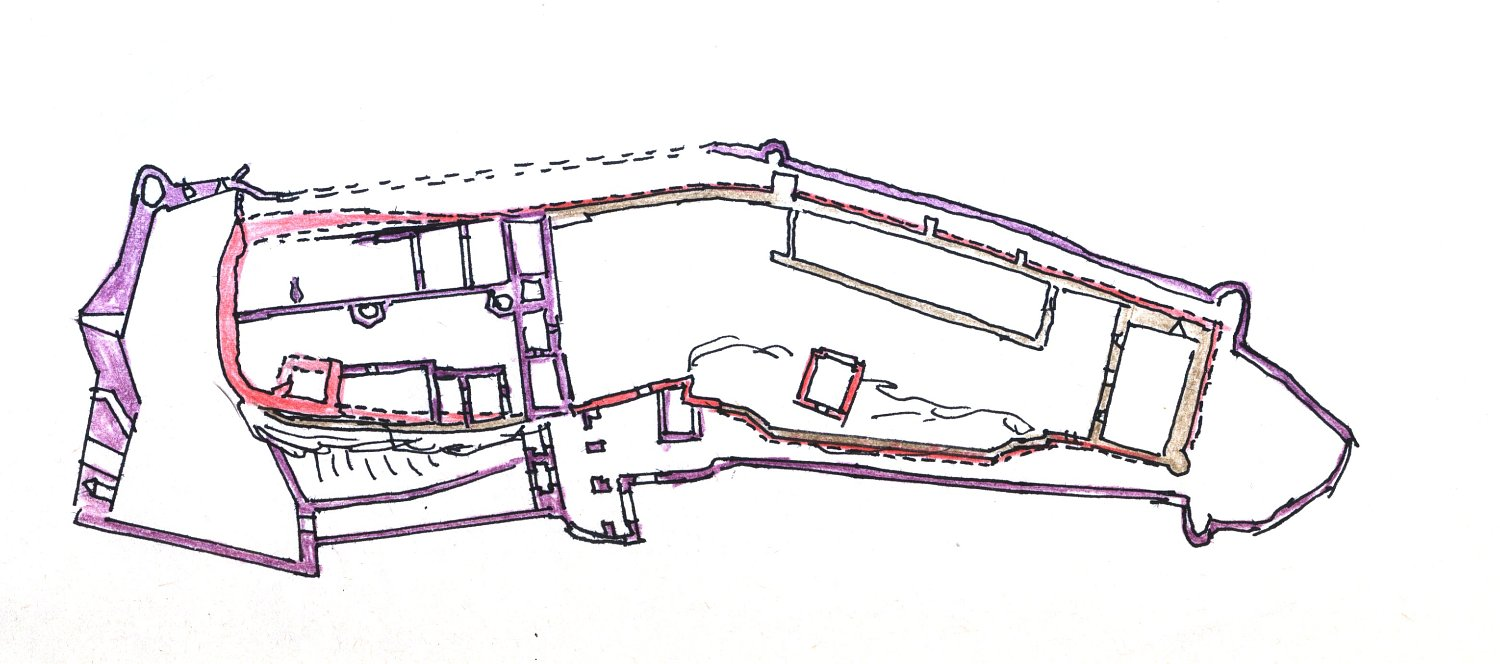
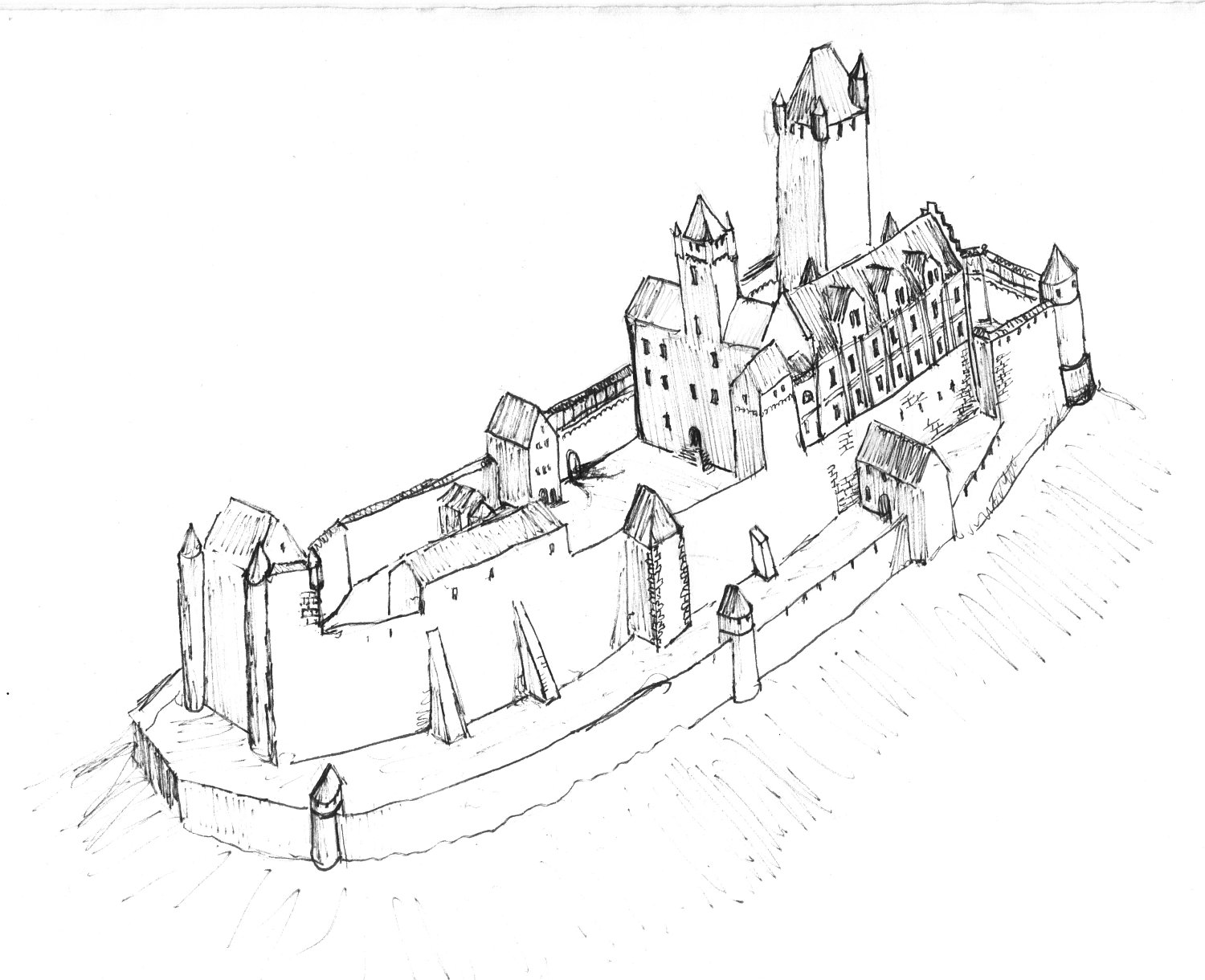
Rekonstruktionszeichnung (frei nach Arndt Hartung)
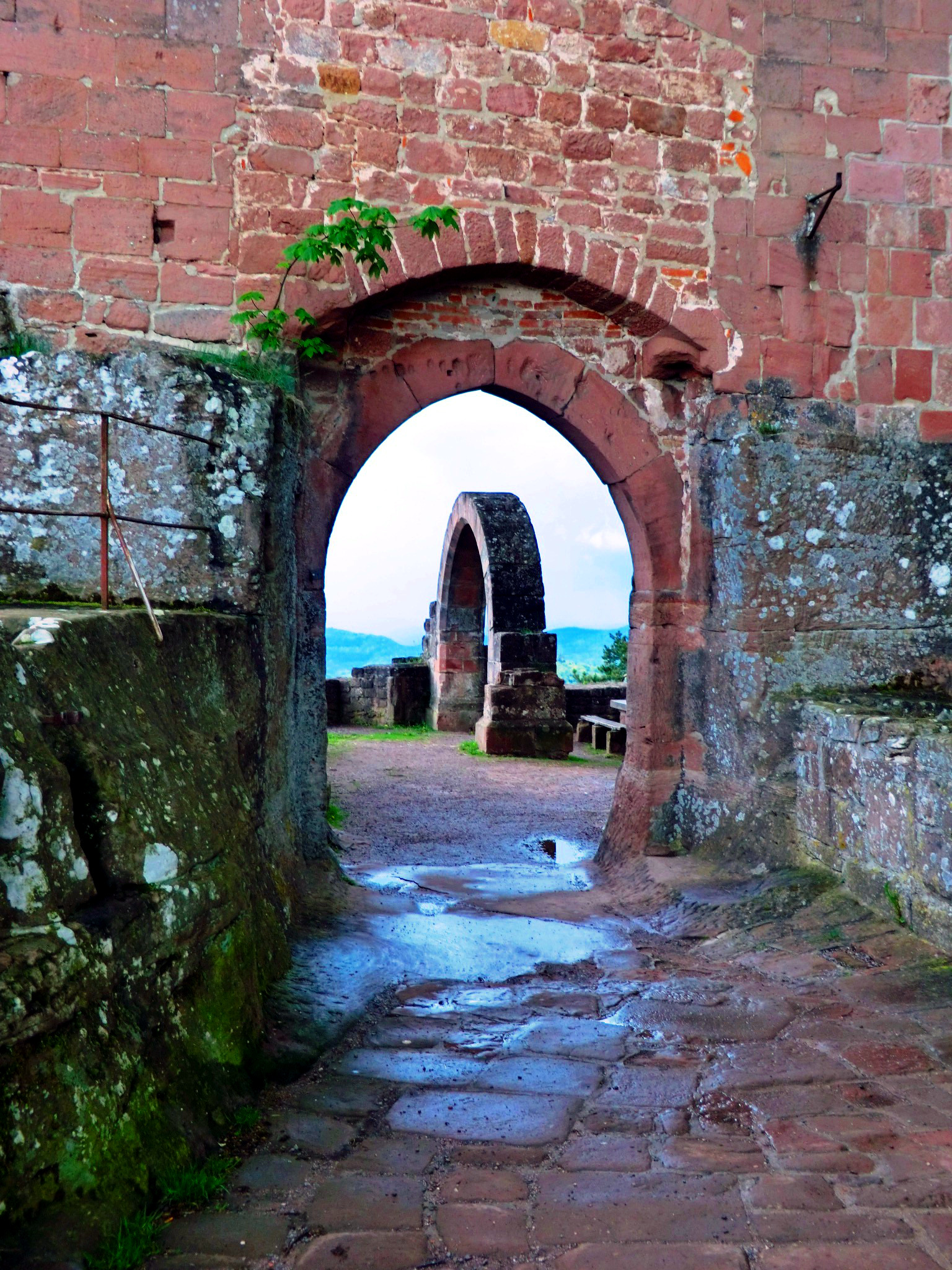
Burgeingang von innen
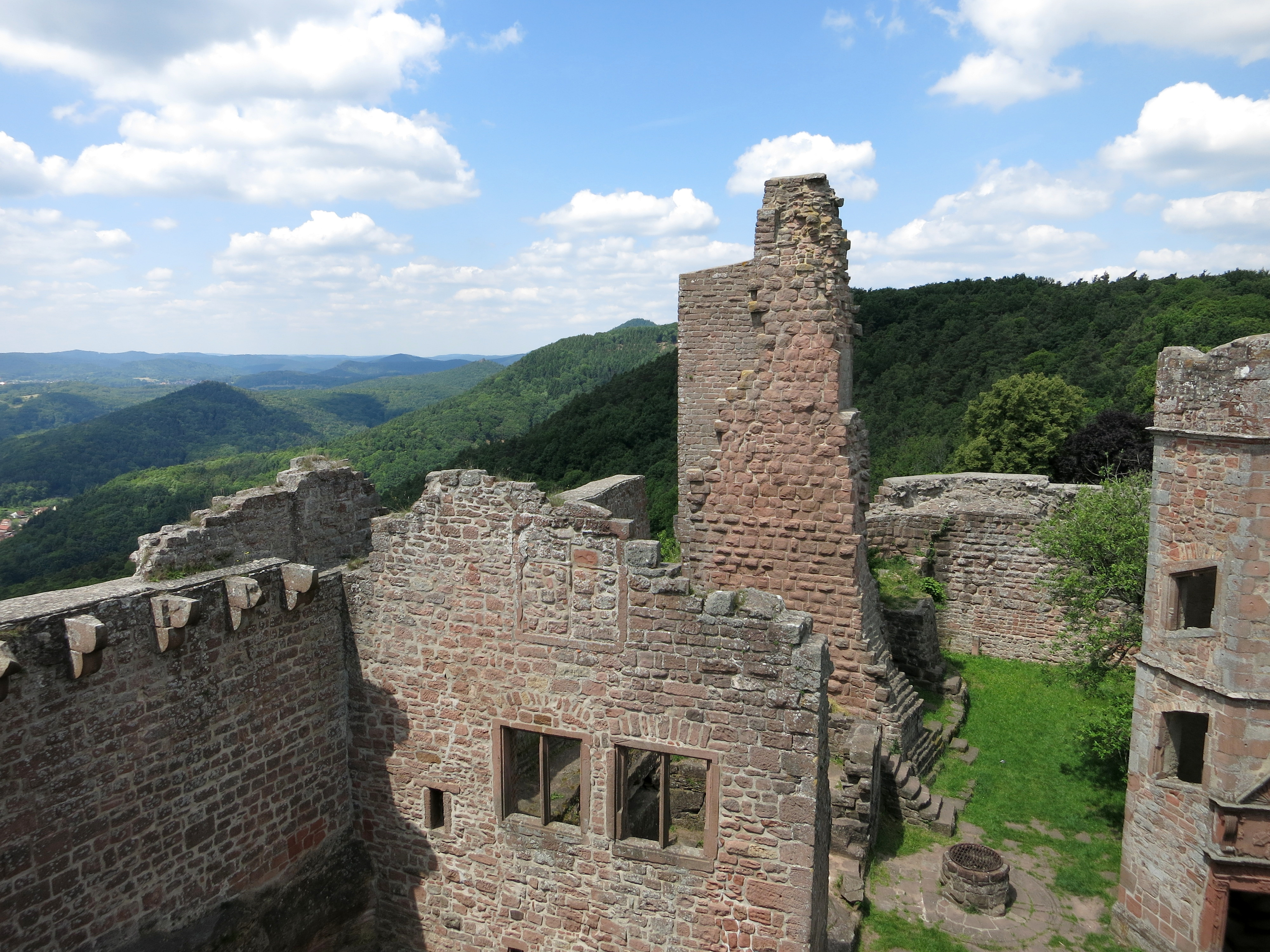
Innerhalb der Burg
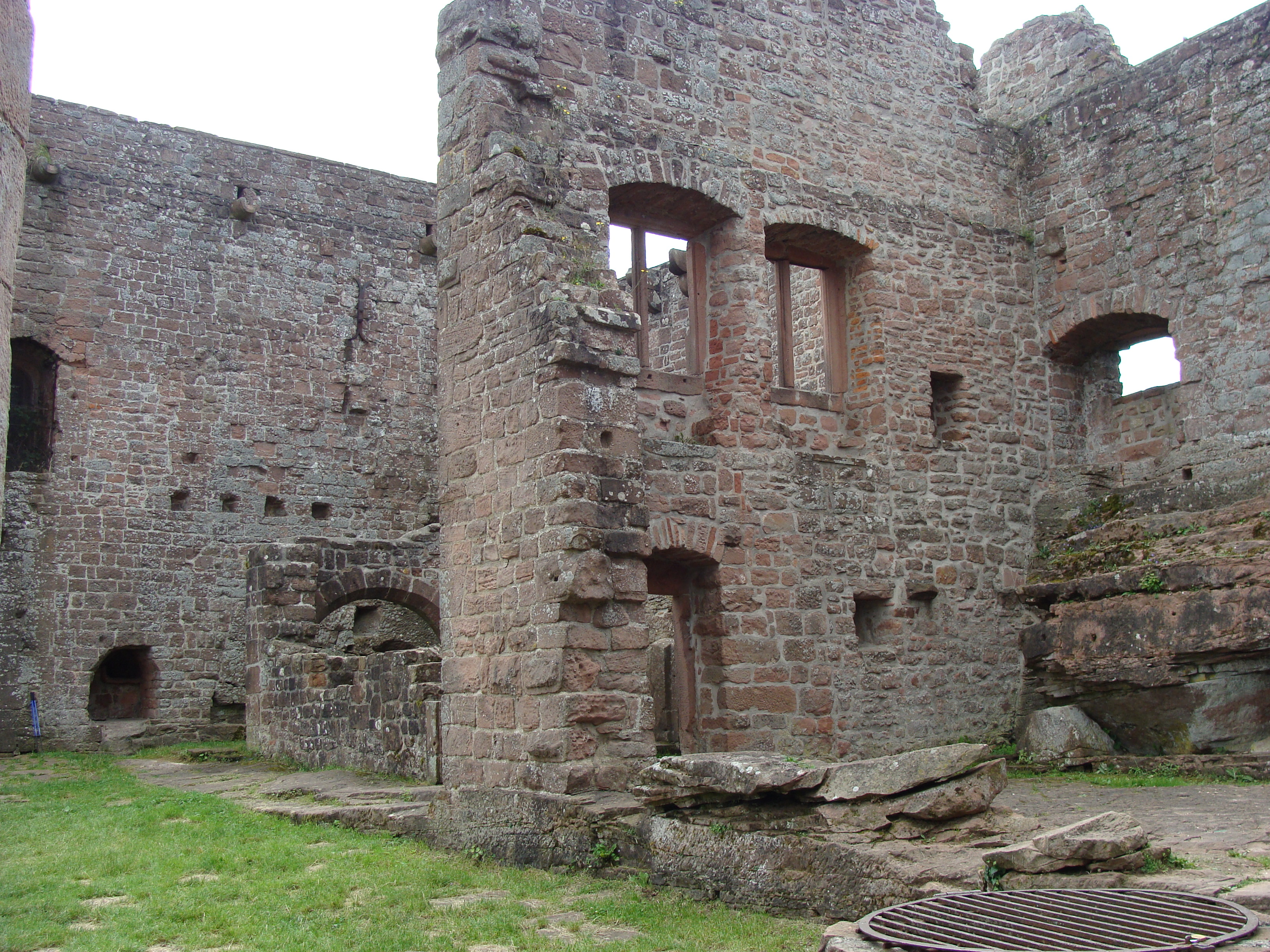
Innerhalb der Burg

### Schutzanlagen
Der langgestreckte Burgkomplex verläuft etwa in Nord-Süd-Richtung. Er gliedert sich in die südliche Vor- und die nördliche Kernburg, umgeben von einer Zwingeranlage. Im Norden war die Burg durch zwei Halsgräben mit starken Schildmauern geschützt.
Der Zugang zur Burg wurde durch eine Geschützbastion gesichert, mit der teilweise der nördliche (jüngere) Halsgraben überbaut wurde. Die nördliche jüngere Schildmauer ist etwa 35 m lang, 12 m hoch, bis zu 7 m dick und mit Ständen für Geschütze und Feuerwaffen versehen. Die ältere, mit Buckelquadern verkleidete innere Schildmauer ist Teil der Kernburg. Auf der Westseite des älteren, zwischen diesen beiden Schildmauern gelegenen Halsgrabens finden sich Grundmauern von Wirtschaftsgebäuden.

### Vorburg
Zum Burgtor gelangt man durch den ursprünglich an beiden Enden durch Tore gesicherten Westzwinger und die Reste einer ehemals starken Torbastion. Diese Rundbastion war in die äußere (westliche) Zwingermauer eingebaut. Hier im Bereich der äußeren Vorburg befindet sich vor dem Burgtor das renovierte Brunnenhaus mit dem 64 m tiefen Ziehbrunnen.
Das hohe romanische Burgtor aus dem 12. Jahrhundert wurde später verkleinert und mit einem Spitzbogen versehen. Durch dieses Tor gelangt man in die innere Vorburg, den Südteil der Anlage.
Im Westen der Vorburg sind von der auf einem Felsklotz errichteten frühgotischen Nikolauskapelle noch bis zu 2,5 m hohe Grundmauerreste mit rund- und spitzbogigen Fenstern erhalten. Im Süden liegt das für den Betrieb der Burggaststätte genutzte, nicht originalgetreu ausgebaute ehemalige Zeughaus. Die Gaststätte selbst wurde an der Ostseite in die Grundmauerreste einiger ehemaliger Wirtschaftsgebäude hineingebaut.
Im Norden wird die Vorburg durch den bereits zur Kernburg gehörenden Philippsbau begrenzt, durch den ein mit dem Wappen Bischof Philipps versehener Tordurchgang in den oberen Burghof führt.
In der Nord-Westecke des Hofes lag eine Zisterne.

### Kernburg

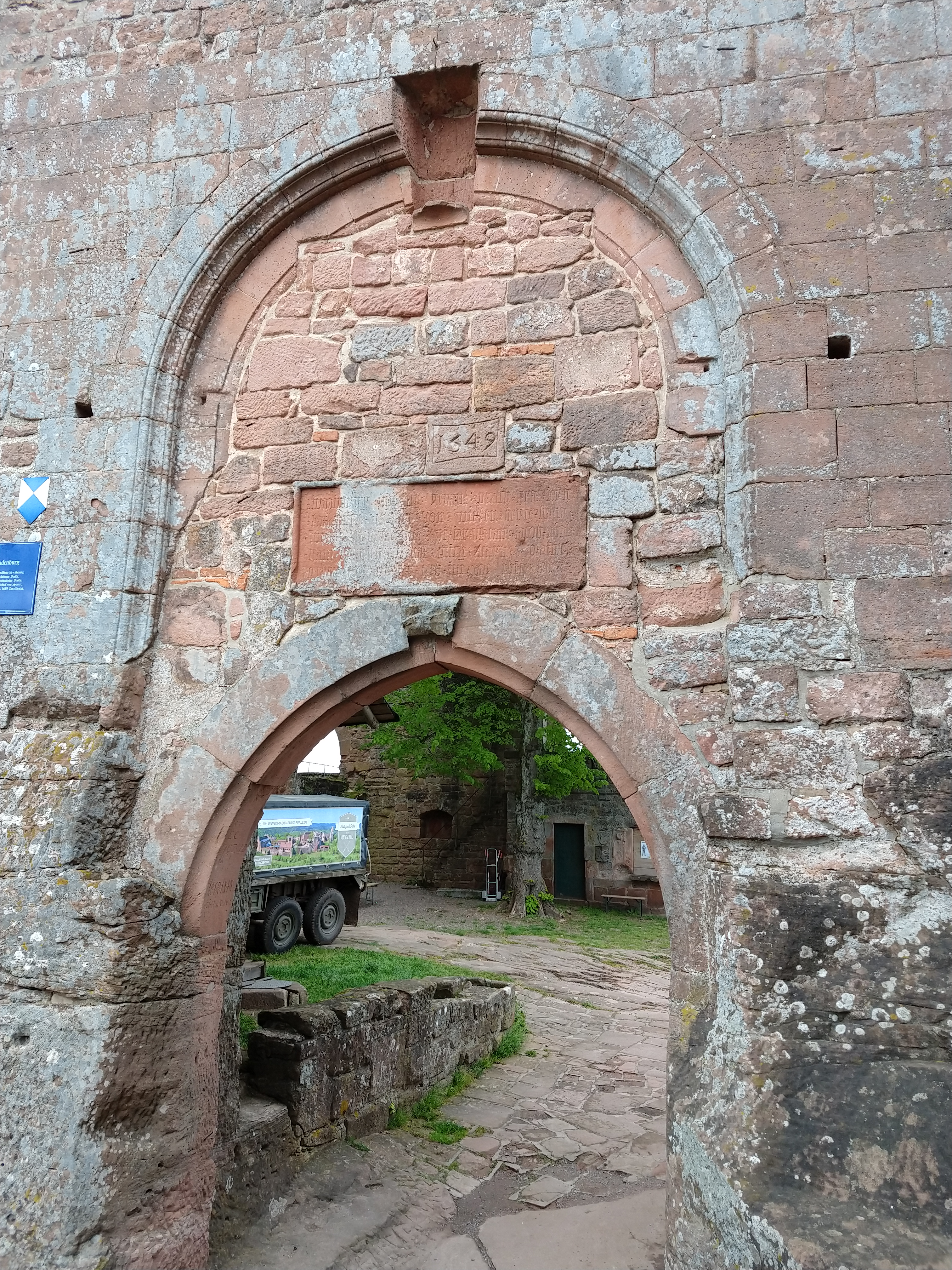
Staufisches Burgtor über gotischem Portal
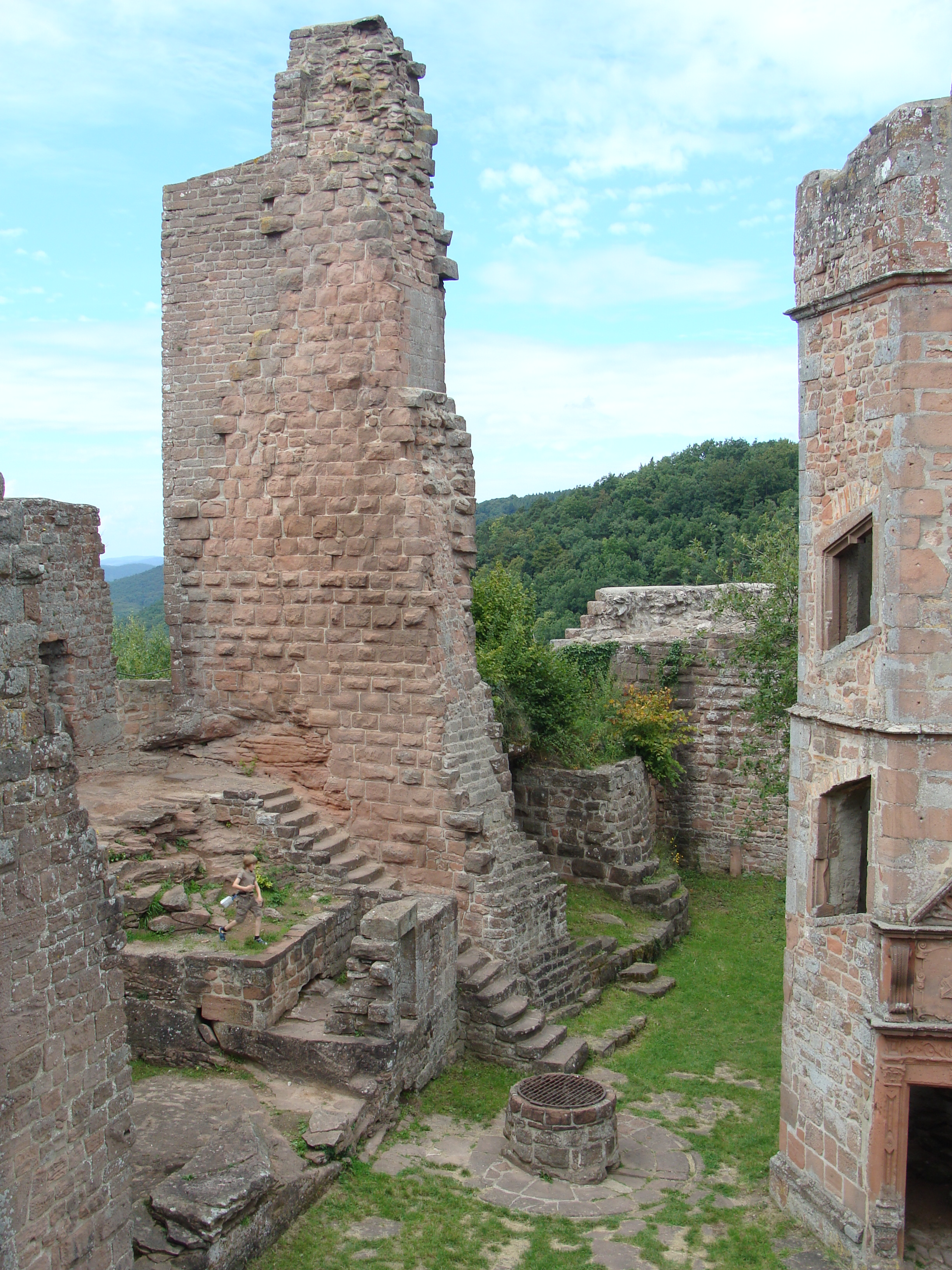
Staufischer Bergfried
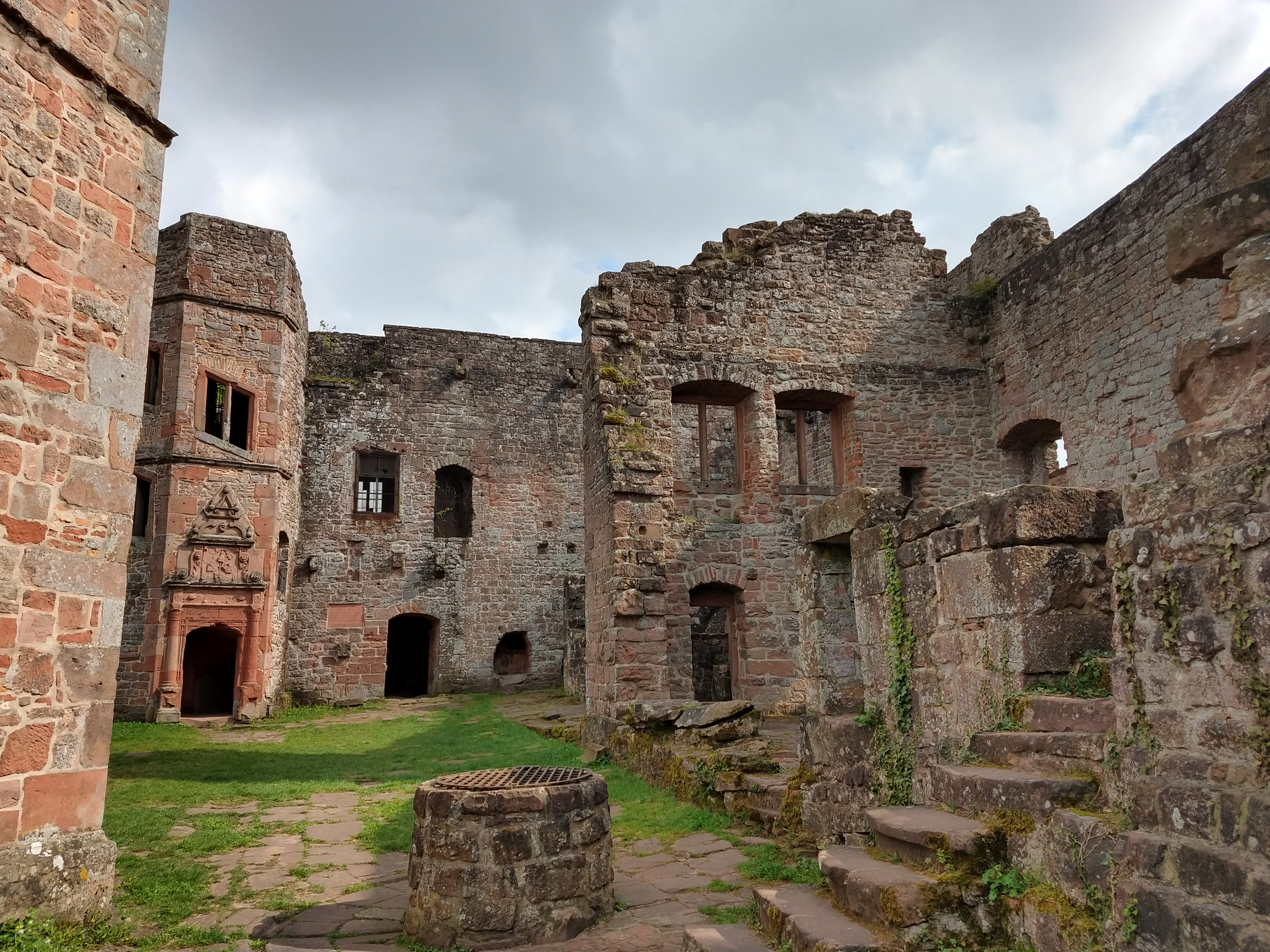
Renaissance-Bauten in der Kernburg
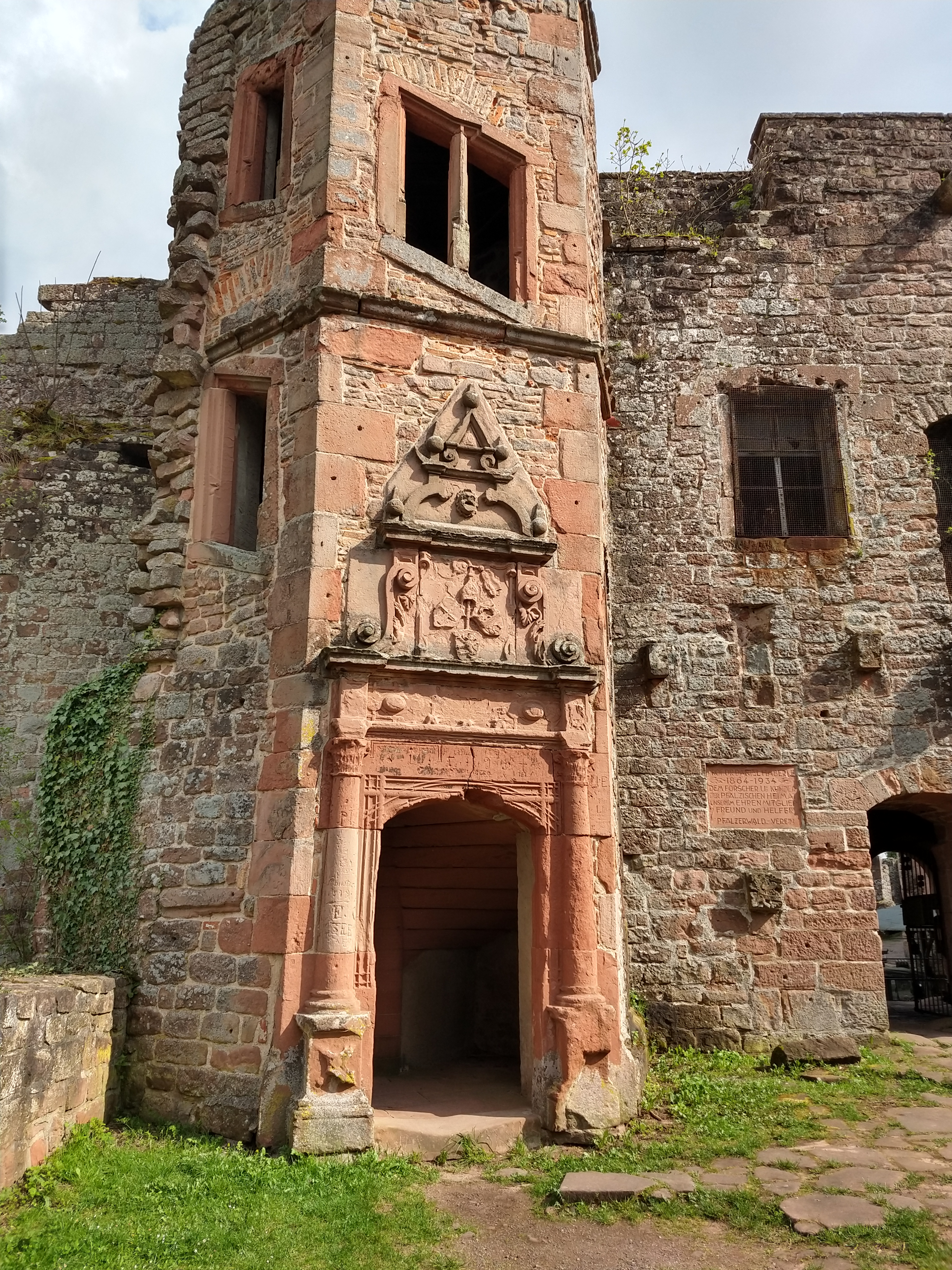
Treppenturm vom Eberhardsbau

Den mit Schießscharten und Fenstern ausgestatteten Philippsbau ließ Bischof Philipp 1550 erbauen. Von ihm sind noch einige Mauern erhalten, die seine einstige Größe erahnen lassen; die obenliegende Aussichtsplattform ist erreichbar durch den südlichen der beiden gut erhaltenen Renaissance-Treppentürme des Eberhardsbaues. Sie entstanden 1593 und 1594. Von dem 1593 durch Bischof Eberhard von Speyer an der Ostseite der Kernburg errichteten Renaissancegebäude selbst finden sich nur noch die Reste der Grundmauern, weshalb der nördliche Treppenturm frei im Burghof steht.
Im Norden begrenzt die alte, etwa 3 m dicke Schildmauer die Kernburg. An ihrem westlichen Ende ragen noch Teile des Bergfrieds empor. Die Westseite nahmen ein mehrstöckiges Wohngebäude, möglicherweise der Palas, und das südlich davon liegende Küchenhaus ein, von denen zum Burghof hin lediglich die Grundmauern zu finden sind. An der Ringmauer und in der Trennmauer zwischen Wohnhaus und Küche finden sich noch romanische Fenster. Vom Küchenhaus sind noch der Backofen und zwei Rundbögen an der Südseite erhalten.
In der Mitte des Burghofes, zwischen dem Wohngebäude und dem nördlichen Treppenturm, befindet sich eine weitere Zisterne.

### Keller
Südlich der Vorburg befindet sich innerhalb der Zwingeranlage ein in den Felsen getriebener Keller, über dem ursprünglich ein Gebäude errichtet worden war.

## Herrschaft Madenburg bzw. Amt Madenburg
Die Herrschaft Madenburg gehörte seit 1530 zum Hochstift Speyer und umfasste neben der Burg die Dörfer
- Arzheim
- Eschbach
- Ranschbach
- Waldhambach
- Waldrohrbach

Nach der letzten Zerstörung der Madenburg vom Jahr 1680 hatten die Beamten dieser Herrschaft ihren Sitz in Arzheim.